# Clejuso
Das Unternehmen Clemen & Jung OHG, Solingen, kurz Clejuso, ist ein Hersteller für  Fesselwerkzeuge wie zum Beispiel Handschellen und Fußschellen.
Das Unternehmen mit Sitz in Solingen wurde 1860 im Handelsregister eingetragen. Neben Hand- und Fußfesseln wurden auch Blankwaffen wie Säbel, Degen, Schwerter und Dolche gefertigt. 1944 wurde das Werk zerstört. Danach produzierte man nur noch Hand- und Fußfesseln.
Laut Netzpolitik.org ist die aktuelle deutsche Polizeihandschelle die „Clejuso No. 9“. Sie hat laut Hersteller als erste Handschelle die Technische Richtlinie für schließbare Handfesseln erfüllt.
Clejuso stellt für Polizei, Justiz und Bundeswehr Hand- und Fußfesseln her. Die 9er Serie, die aus verschiedensten Versionen besteht, wird nur an berechtigte Personen und Behörden verkauft.

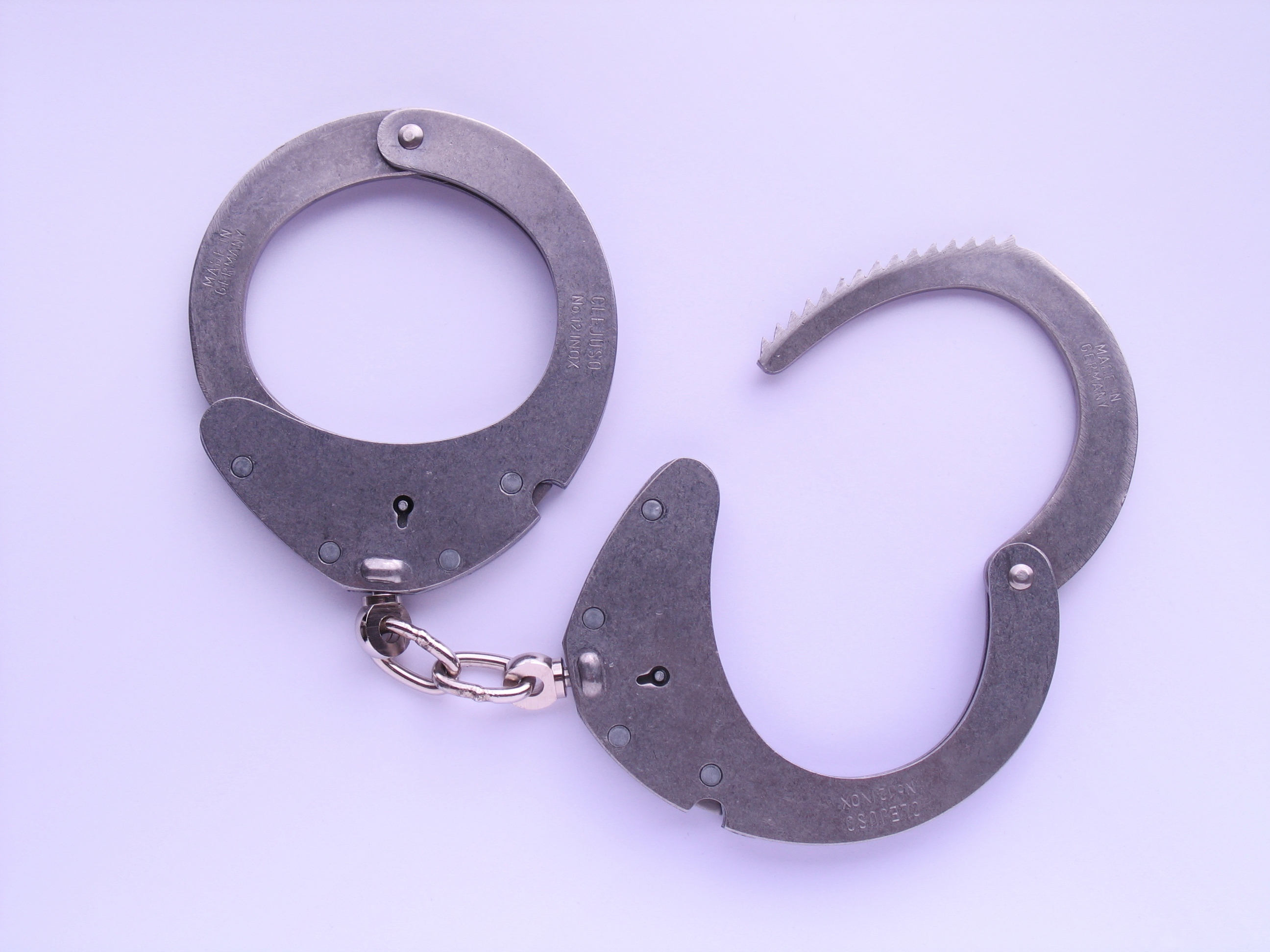
Clejuso 12, Handschelle aus Edelstahl
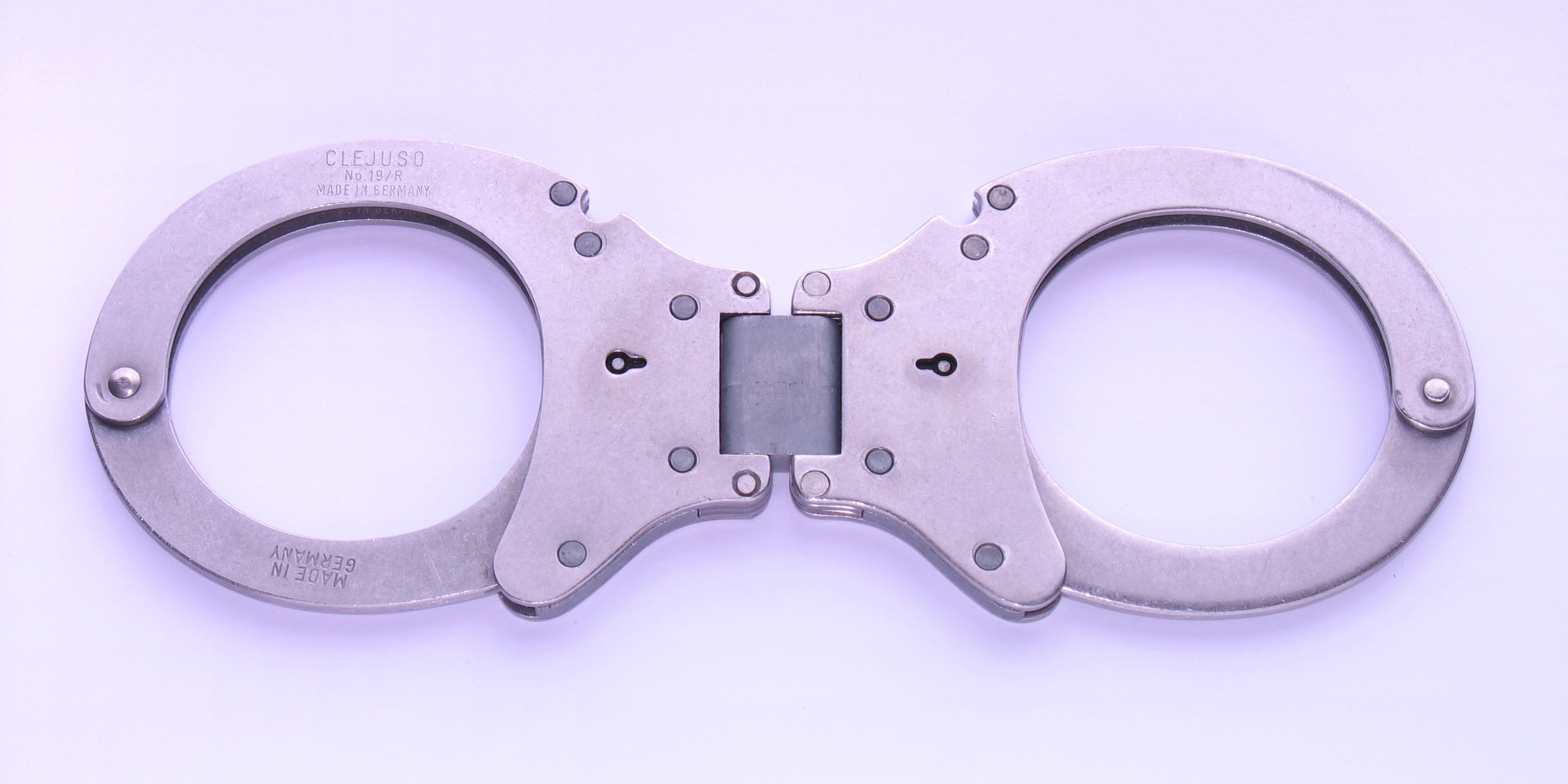
Clejuso 19, Gelenkhandschelle aus Edelstahl